# Le Lys dans la vallée
Pour les articles homonymes, voir Lys.
Le Lys dans la vallée est un des romans des Études de mœurs d’Honoré de Balzac, paru en volume en 1836 et s’insérant, dans l'édition Furne de 1844, dans le deuxième livre Scènes de la vie de campagne de sa grande fresque intitulée La Comédie humaine.
Évoquant principalement le château de Saché et ses alentours, en Indre-et-Loire, ce roman, écrit en partie à Issoudun et à Vienne (Autriche), fut publié pour les deux premières parties (Les Deux Enfances et Les Premières Amours) de novembre à décembre 1835 dans la Revue de Paris. Puis, en raison d’un différend avec l’éditeur François Buloz, la publication fut interrompue. Le livre, dans sa version complète, paraît en 1836 chez Werdet. Une édition bibliophilique de 1 250 exemplaires, chez Paul Hartmann en 1947, est enrichie d'illustrations de Berthold Mahn.

## Genèse du roman
L’écriture du Lys dans la vallée s’est échelonnée sur plusieurs années. Dans une première ébauche, qui remonte à 1823 et que l’auteur abandonnera momentanément, Blanche de Mortsauf (surnommée Henriette par Félix de Vandenesse) apparaît sous les traits de Mina, femme dévouée à la souffrance. C’est ce portrait-là qu’il a développé et enrichi après avoir lu Volupté de Sainte-Beuve, ce qui excita la hargne de ce dernier contre lui. Balzac dit d'ailleurs de Volupté que c'est un mauvais roman et qu'il veut le « refaire ». Le Lys dans la vallée se présente comme une réplique de Volupté, en mieux.
Balzac ne se priva pas d’attaques (parfois injustes, comme le fait observer André Maurois) contre le roman de Sainte-Beuve car, même imparfait et reconnu ennuyeux par de nombreux lecteurs actuels, Volupté fournit le cœur du Lys dans la vallée, roman d’initiation sentimentale qui devint un mythe littéraire que d’autres écrivains se sont approprié, comme Gustave Flaubert avec L'Éducation sentimentale, Marcel Proust avec Un amour de Swann ou André Gide avec La Porte étroite.

## Résumé
Le Lys dans la vallée est l’histoire de l’amour intense et platonique entre Félix de Vandenesse, cadet d’une famille aristocratique, et la comtesse Henriette de Mortsauf, vertueuse épouse du comte de Mortsauf, homme sombre et violent.
Félix de Vandenesse raconte son enfance malheureuse (dans un parcours très similaire à celui de Balzac) où il se sentit mal-aimé, voire haï, et sa rencontre avec une « céleste créature » qui devient pour lui une mère de substitution un peu comme madame de Berny, l’inspiratrice et amante d’Honoré de Balzac, laquelle ne s'est toutefois pas avérée aussi inaccessible, pure et intraitable que l'héroïne fictive. Pieuse parfois à l'excès, elle a pour confesseur l'excellent abbé François Birotteau, auquel on reproche son « manque de force apostolique ». Après plusieurs années de relation chaste, Félix rencontre Lady Dudley à Paris, où ses activités auprès du roi lui ouvrent les salons. C'est une aristocrate anglaise qui lui fait découvrir les joies et les passions charnelles. Henriette vient à apprendre leur relation et se met à dépérir, jusqu’à en mourir. Dès lors, Félix quitte Lady Dudley, qui d'ailleurs le dédaigne : « Quant à notre intimité, à cette passion éternelle, à ces serments de mourir si je cessais de l'aimer, à cette fantasmagorie d'Armide, tout avait disparu comme un rêve. Je n'avais jamais serré sa main, j'étais un étranger, elle ne me connaissait pas. »
Tout ce récit se présente sous la forme d'une seule lettre que Félix adresse à son amante du moment, la comtesse Natalie de Manerville. Celle-ci lui répond par une annonce de rupture, déclarant ne pas vouloir, ne pas pouvoir être constamment comparée à la douce et sage madame de Mortsauf, ni à la grande et fière Lady Dudley.

## Genèse
Il est possible que la comtesse Guidoboni-Visconti ait « posé » pour le personnage de Lady Dudley, avec un certain goût du jeu.
La couverture originale a été attribuée à Maria du Fresnay, ancienne maîtresse d'Honoré de Balzac, avec qui il entretenait toujours des liens lorsqu'il venait voir grandir sa fille, Marie-Caroline du Fresnay.

## Personnages
- Henriette de Mortsauf : femme mariée aimant secrètement Félix de Vandenesse sans jamais le lui avouer. Elle meurt de chagrin lorsqu'elle apprend que Félix a une liaison avec Lady Dudley.
- Félix de Vandenesse : amoureux d'Henriette après l'avoir retrouvée par chance. Découvre le plaisir charnel grâce à Lady Dudley.
- Lady Arabelle Dudley : Anglaise, maîtresse de Félix. Son personnage est inspiré de Lady Jane Ellenborough, une belle et scandaleuse Anglaise qui défraya la chronique parisienne en 1831[6].
- Natalie de Manerville : dans le cadre extra-diégétique du récit, Natalie est l'amante actuelle de Félix, à qui il adresse une longue lettre n'étant autre que le roman lui-même.

### Thème
Dans ce récit grandement autobiographique, Balzac a transposé sa liaison avec Laure de Berny, allant même jusqu’à emprunter des détails de la vie privée de la dilecta (ainsi qu'il nommait Laure) : madame de Mortsauf souffre d’une maladie d'estomac, ses enfants sont malades. Laure de Berny eut le manuscrit en main quelques mois avant sa mort. Elle put y lire des phrases qui lui étaient adressées : « Dès ce jour, elle fut non pas la bien-aimée, mais la plus aimée […]. [...] elle devint ce qu’était la Béatrix du poète florentin, la Laure sans tache du poète vénitien, la mère des grandes pensées, la cause inconnue des résolutions qui sauvent, le soutien de l’avenir, la lumière qui brille dans l'obscurité comme le lys dans les feuillages sombres. […] elle m’a donné cette constance à la Coligny pour vaincre les vainqueurs, pour renaître de la défaite, pour lasser les plus forts lutteurs. »
Bien que le roman ait été rédigé en grande partie au château de Saché où Honoré de Balzac faisait de fréquents séjours chez son ami Jean de Margonne, l’auteur de La Comédie humaine décrit le château de Valesne qui se trouve à Saché, auquel il donne le nom de la propriété de son amie Zulma Carraud : Frapesle, pour situer l’histoire du Lys dans la vallée.

## Bibliographie

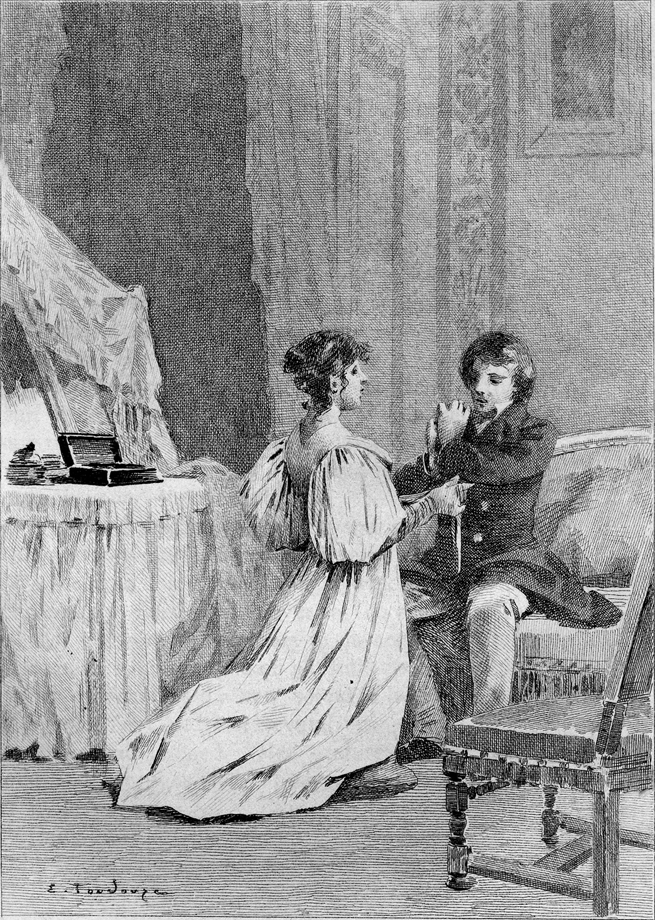
Le Lys dans la vallée par É. Toudouze.

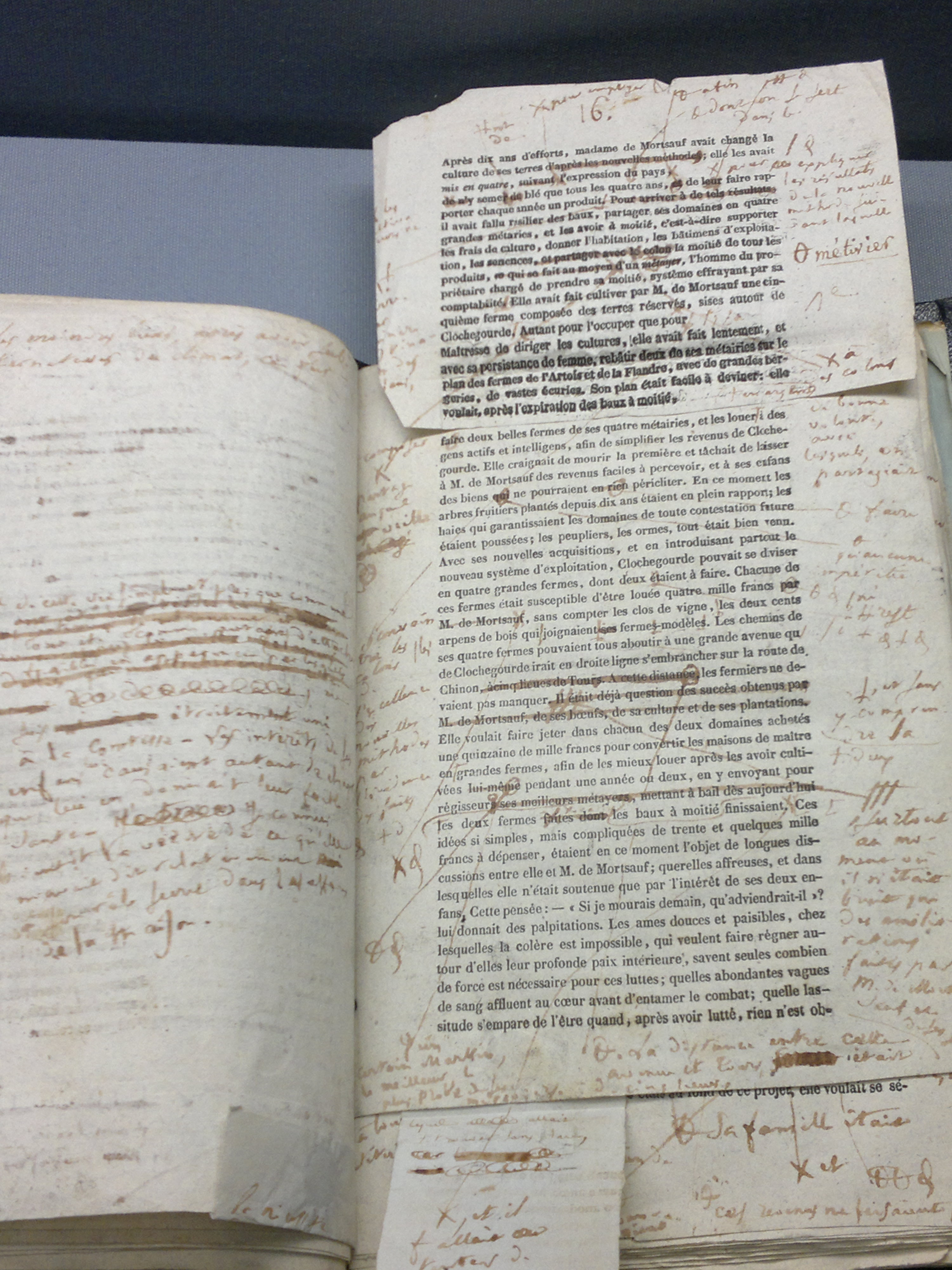
Extrait du Lys dans la vallée corrigé par Balzac.